# Ugory (województwo zachodniopomorskie)
Ugory – wieś w Polsce położona w województwie zachodniopomorskim, w powiecie kamieńskim, w gminie Świerzno.
W latach 1975–1998 miejscowość należała administracyjnie do województwa szczecińskiego.